# Râul Comarnicele din Cheia
Râul Comarnicele din Cheia este un curs de apă, afluent al râului Cheia. 